# Ludwig zu Münster
Ludwig (Louis) Ernst Friedrich Wilhelm Graf von Münster(-Langelage), Freiherr von Oer (* 6. November 1774 in Osnabrück; † 9. Mai 1824 auf Gut Langelage) war ein deutscher Gutsbesitzer, Offizier, Oberforstmeister und Abgeordneter.
Zu Münster entstammte aus der Linie Haus Langelage des westfälischen Adelsgeschlechtes Münster. Er war ein Sohn des Fürstlich Osnabrückischen Oberhofmarschalls Ludwig Friedrich Dietrich Wilhelm Graf von Münster (1750–1793) und dessen Ehefrau Johanne Adolphine Sophie Charlotte Freiin von Münchhausen aus dem Hause Schwöbber (1755–1830). Sein Bruder war der königlich hannoverscher Generalleutnant Ludwig Friedrich Ernst Carl Wilhelm von Münster-Langelage (* 10. Januar 1787; † 23. Januar 1862). Ein weiterer Bruder, Hermann Adolf Ernst Graf zu Münster, Freiherr von Oër (1779–1838) wurde Königlich Sächsischer Kammerherr und Kreisoberforstmeister. Dessen Sohn (und Neffe von Ludwig) Otto Georg zu Münster-Langelage wurde Reichstagsabgeordneter.
Er war evangelisch-lutherischer Konfession und heiratete am 16. Januar 1813 Caroline Friederike Emilie Freiin von Reck (* 16. Februar 1790; † 21. Januar 1849). Georg Hermann Ludwig Carl zu Münster wurde Erbe.
Ludwig zu Münster war Oberforstmeister und Herr unter anderem auf Langelage.
Im Königreich Westphalen war er von 1808 bis 1811 Mitglied des Departements-Wahlkollegiums des Weser-Departements. Vom 2. Juni 1808 bis zum 5. März 1811 war er Mitglied der Reichsstände des Königreichs Westphalen für das Departement der Weser und die Wählergruppe der Grundeigentümer.
In den Befreiungskriegen war er Oberstleutnant des Landwehrbataillons Osnabrück. In der Schlacht bei Waterloo unterstand sein Landwehrbataillon der 3. Hannoverschen Brigade unter Oberstleutnant Hugh Halkett in der britischen Armee. 
Das Haus Ledenburg besaß seit dem 12. August 1814 die Erblandmarschallswürde des Königreichs Hannover mit erblicher Virilstimme in der ersten Kammer der Ständeversammlung des Königreichs Hannover. Ludwig zu Münster war entsprechend vom 15. Dezember 1814 bis zum 26. Oktober 1819 Mitglied der Provisorischen Allgemeinen Ständeversammlung des Königreichs Hannover und vom 28. Dezember 1819 bis zu seinem Tod am 9. Mai 1824 Mitglied der Ersten Kammer der Allgemeinen Ständeversammlung des Königreichs Hannover.
Seine Tochter Charlotte heiratete 1849 Heinrich Ludwig von Kommerstädt.